# Erythrops parva
Erythrops parva är en kräftdjursart som beskrevs av Brattegard 1973. Erythrops parva ingår i släktet Erythrops och familjen Mysidae. Inga underarter finns listade i Catalogue of Life.